# Habil Aliyev
Pour les articles homonymes, voir Aliyev.
Habil Aliyev (en azéri : Habil Mustafa oğlu Əliyev ; né le 28 mai 1927 dans le village d'Uchkovakh, raïon d'Ağdaş, RSS d'Azerbaïdjan, et mort le 8 septembre 2015 à Bakou) est un kémantchiste soviétique et azerbaïdjanais, propagandiste actif du kamânche, artiste du peuple de la RSS d'Azerbaïdjan.

## Biographie
Il commence à étudier la musique à 7 ans avec le célèbre professeur de mugam Ahmed Agdamsky. En 1952, il entre à l'école de musique Asaf-Zeynally de Bakou.
En 1962, Habil Aliyev se produit à la télévision azerbaïdjanaise.

## Tournées
Les premières tournées à l'étranger du musicien ont lieu au Royaume-Uni, où il accompagne Rachid Behboudov et la chanteuse russe Tamara Sinyavskaya. Les années suivantes, il part en tournée en Tunisie, en Suisse, aux Pays-Bas, en Syrie, aux États-Unis, en Turquie, en Allemagne, en Inde, en France, en Iran, au Pakistan, au Japon, en Grèce et en Italie, où il interprète au Kamânche des mughams et des chansons folkloriques azerbaïdjanaises. Les albums du musicien sont lancés aux États-Unis, en France, au Japon, en Grèce et en Italie.

## Enregistrements
Cinq échantillons musicaux de mugham interprétés par les coryphées de la performance azerbaïdjanaise du mugham (Bahram Mansourov, Ahsan Dadachev, Habil Aliyev, Khan Chouchinsky) sont inclus dans la collection de disques « Anthologies de la musique traditionnelle du monde » préparée à l'ordre de l'UNESCO par l'Institut international de recherche comparée de Berlin en 1979. 
H. Aliyev a donné une nouvelle vie aux mughams Segah, Bayati-Gadjar, Bastanigar, Bayati-Shiraz, Rahab, Bayati-Kurd, Tchahargah, Rast, Zabul par son interprétation au kamânche.
Lors de la visite du président iranien Rafsandjani à Bakou, il exprime le désir de n'écouter que Habil Aliyev au lieu d'un concert de gala organisé pour lui. 